# Styplesjö
Styplesjö är en sjö i Ljungby kommun i Småland och ingår i Helge ås huvudavrinningsområde.